# مردقوش قلبي الأوراق
المردقوش قلبي الأوراق (باللاتينية: Origanum cordifolium) نوع نباتي من جنس المردقوش الذي يتبع الفصيلة الشفوية.

## الموئل والانتشار
موطنه بلاد الشام وقبرص.

## مرادفات للاسم العلمي
- (باللاتينية: Amaracus cordifolius Montbret & Aucher ex Benth.)